# Klein Zwitserland (Amersfoort)
Klein Zwitserland is een bos van 36 hectare ten zuiden van Amersfoort. Het bos ligt op de zuidwestelijke flank van de Amersfoortse Berg, 40 meter boven NAP. Het natuurgebied maakt deel uit van de Utrechtse Heuvelrug. Het parkachtig aangelegde bos heeft, voor Nederland, vrij grote hoogteverschillen. 
Enkele delen bestaan uit productiebos in de vorm van eikenspaartelgenbos. De droge en voedselarme eikenhakhoutbos van de Amersfoortse berg leverde eikenschors voor de leerlooierij. Tot 1920 is een deel van Bosgebied Berg voor zand- en grindwinning gebruikt. Begin dertiger jaren van de twintigste eeuw werd het gebied in het kader van de werkverschaffing ingericht als wandelgebied.
Binnen het gebied bevindt zich het hoogste punt van Amersfoort, de Galgenberg. Op deze hoogte van 44 meter boven NAP stond in vroeger tijden de galg opgesteld. De resten van het onderstel ervan liggen nog dicht aan het aardoppervlak. De Galgenberg heeft op deze plek een diameter van ongeveer 18 m en ligt 3 meter hoger dan de directe omgeving. De oudste vermelding van de berg blijkt uit een stedelijk rekening van 1550. De galg werd in 1770 afgebroken. 
Nabij de Galgenberg werd in 1998 een poel aangelegd om de paddentrek veiliger te maken. De poel met kunstmatige bodem werd een voortplantingsplek voor bruine kikker, padden en Alpensalamanders.
In het gebied bevinden zich nog enkele oude waterwinputten. In het bos bij de watertoren aan de  Utrechtseweg is een natuurspeelplaats ingericht voor kinderen. Bij bestaande totempaal zijn enkele houten stellages geplaatst voor huttenbouw.
Er is een wandeling uitgezet van 3,5 kilometer, die herkenbaar is door paaltjes met een groene rand. Deze route loopt langs de grafheuvel en het Belgenmonument.